# The Big Comfy Couch
The Big Comfy Couch è una serie televisiva canadese andata in onda dal 1993 al 2006.

## Trama
Ogni episodio contiene diversi elementi comuni che si svolgono durante l'episodio. All'inizio di ogni spettacolo, Loonette esegue una routine di esercizi che chiama "Clock Rug Strecht" (Stretching dell'orologio) e, verso la fine, chiede: "Chi ha fatto questo disordine?" ed esegue una routine di pulizia ad alta velocità chiamata "Ten-Second Tidy" (Riordine in 10 secondi).
Altri elementi spesso ripetuti includono la lettura di una storia a Molly, la quale, a volte sceglie una storia da ascoltare, dà a Loonette un libro e occhiali di grandi dimensioni, o la aiuta ad accendere le luci; incontri con i coniglietti della polvere che vivono sotto il divano; visite a vari luoghi di Clowntown, canzoni che enfatizzano le lezioni o i temi dell'episodio e un viaggio nel giardino e nella casa della nonna Garbanzo. Qui incontra Snicklefritz, il gatto della nonna; il sindaco Bedhead, il pagliaccio postino del paese che viaggia su un monociclo; e naturalmente, nonna stessa. La conversazione con la Nonnina viene spesso utilizzata come momento propizio dell'episodio, in cui lei offre consigli o lezioni a Loonette, spesso con l'aiuto di Bedhead, che consegna regali e messaggi da zia Macassar o zio Chester.
Nella 7ª stagione, Loonette e Molly giocano al Dream Game e Molly distribuisce la lettera con cui inizia il sogno e fornisce ciò che sogneranno. Nella 6ª stagione, Loonette e Molly vanno alla Doll School dove Molly impara sia l'alfabeto che i numeri. Un elemento simile utilizzato nelle prime 3 stagioni (e in un episodio della Stagione 5) è Alphabet Game, in cui una determinata lettera viene mostrata su un gigantesco blocco alfabetico e Loonette usa determinate parole che iniziano con quella lettera e crea anche la relativa forma con il suo corpo per indurre gli spettatori a indovinarla.
Insieme alle lezioni e alle sequenze di problem solving, lo spettacolo ha anche sottolineato il gioco immaginativo. Questi episodi si svolgono spesso nel contesto di una visita a Clowntown, come la scuola di cucina "Cabbage Club" di Nonna Garbanzo e la scuola di ballo e Chi Dojo del Sindaco Bedhead. Inoltre, Loonette è dotato nell'arte della danza classica e gestisce la Miss Loonette's Dance Academy. Dalla 1ª alla 6ª stagione, Loonette era troppo giovane per visitare Clowntown da sola, ma nella stagione 7, fa frequenti viaggi a Clowntown e si offre volontaria al Clowndergarten, dove insegna giochi, canzoni e storie ai giovani clown. Questo gioco fantasioso è stato anche dimostrato attraverso giochi di travestimento e attraverso la casa delle bambole di Loonette, in cui ha immaginato le avventure di The Foley Family. Quest'ultima, presentata all'inizio come una famiglia di bambole da piccole dimensioni nell'immaginazione di Loonette, sarebbe diventata una famiglia di pagliacci nelle loro dimensioni regolari, le cui azioni venivano mostrate ad alta velocità e con un sottofondo musicale nello stile di vecchi film muti. I Foley non parlano. All'inizio della prima stagione, Molly aveva scoperto i coniglietti nella polvere. Tuttavia, Loonette non credeva che ci fossero coniglietti impolverati sotto il divano.
I due si rilassano tutto il giorno attorno al divano, ad eccezione del Clock Rug Stretch e dell'avventura quotidiana, a volte coinvolgendo la nonna o Bedhead, un impiegato del servizio postale che svolge anche un ruolo secondario. Ogni giorno include alcune canzoni e una storia (la quale, quando viene raccontata da Loonette, la coinvolge con enormi occhiali gialli e in possesso di un libro di fiabe blu); e si conclude con il "Ten-Second Tidy" e un bel pisolino. Dopo che i titoli di coda sono terminati e anche la luna si è alzata, Loonette dice "E il pagliaccio salto sulla luna!", con lei e Molly che ci saltano sopra. Nell'episodio "Geseundheit", Loonette dice "AH...  AH...  AH-CHOO!" mentre, in "Hiccups" dice "E il pagliaccio (singhiozza!) sopra la luna!.

## Personaggi e doppiatori italiani
- Loonette:
- Sindaco Bedhead:
- Nonna Garbanzo:
- Zia Mascara:
- Zio Chester: